# جورج نيفيل جونز
جورج نيفيل جونز (بالإنجليزية: George Neville Jones)‏ هو عالم نبات أمريكي، ولد في 26 يناير 1903 في بوسطن في المملكة المتحدة، وتوفي في 25 يونيو 1970 في تشامبيغن في الولايات المتحدة.